# Ligne 10 de la CPTM
La ligne 10 - Turquoise de la CPTM comprend le tronçon du réseau ferré métropolitain défini entre les gares du Brás et de Rio Grande da Serra. Jusqu'en mars 2008, elle s'appelait ligne D - Beige.
Depuis le 4 mai 2021 un nouveau service de circulations le « service 710 » unifie les circulations sur la ligne 7 et la ligne 10. Les trains circulent entre les gares de Jundiaí et de Rio Grande da Serra avec un arrêt dans les 31 gares en 2 heures et 8 minutes, il n'y a plus de transferts, notamment en gare de Brás.

## Histoire

### Origines (1867-1994)
La ligne a été construite par l'ancien São Paulo Railway, plus tard Estrada de Ferro Santos-Jundiaí, après avoir été inaugurée le 16 février 1867. Au début du XXe siècle, grâce à la construction de plusieurs gares intermédiaires entre les gares SPR d'origine, la circulation des trains de banlieue a commencé, initialement jusqu'à Mauá. Dans les années 1940, la ligne serait électrifiée, mais elle a continué à fournir des services avec rames de voitures en bois tirées par des locomotives diesel jusqu'en 1957, lorsque Santos-Jundiaí a acquis les premières rames automotrices électriques Budd de l'ancienne série 101 (l'actuelle série 1100 de la CPTM).
En 1975, la ligne a commencé à être gérée directement par la Rede Ferroviária Federal (RFFSA), qui depuis 1957 avait la Santos - Jundiaí comme l'une de ses filiales. En 1984, elle est passée à la Companhia Brasileira de Trens Urbanos (CBTU), qui a hérité de l'ensemble du service de trains métropolitains du réseau. 

### Ligne autonome de la CPTM (1994-2021
En 1994, elle devient une ligne de la CPTM nouvellement fondée.
La ligne avait une extension opérationnelle entre Rio Grande da Serra et Paranapiacaba, en passant par la gare de Campo Grande. Avant sa désactivation, elle avait quatre horaires (deux de Rio Grande da Serra à Paranapiacaba et deux de Paranapiacaba à Rio Grande da Serra) avec des trains très anciens et dépréciés, rarement avec un train de la ligne 10 faisant l'itinéraire Rio Grande da Serra et Paranapiacaba, en passant par la gare de Campo Grande. L'extension a pris fin en 2001, en raison du manque de voyageurs. Cette même année, il y a eu une brève extension de l'itinéraire jusqu'à la gare de Barra Funda.
Jusqu'en 2011, la ligne circulait entre les gares de Luz et Rio Grande da Serra. Avec l'inauguration de la station Tamanduateí de la ligne 2 du métro de São Paulo le 21 septembre 2010, en 2011, pour des améliorations opérationnelles de la ligne 7 - Rubis (à la gare de Luz, les embarquements et les débarquements ont été séparés sur deux quais, si en utilisant le quai précédemment utilisé par la ligne 10), selon la CPTM, la ligne a été raccourcie pour Brás, obligeant les passagers se déplaçant vers le centre à passer à la ligne 11 - Corail de la CPTM ou à la ligne 3 - Rouge du métro. Le changement a généré des plaintes d'utilisateurs de la ligne 10.
L'inauguration des stations Vila Prudente et Tamanduateí de la ligne 2 - Verte du métro, la ligne 10 de la CPTM a servi de boucle entre les passagers qui se déplacent de la zone sud-est de São Paulo vers le centre-ville avec plus de praticité, permettant l'accès, via la ligne 2, jusqu'à la ligne 1 et la ligne 4 du métro.
Dans le service local, l'intervalle entre les trains le matin est de 10 minutes de 4 heures à 4h45, 5 minutes de 4h45 à 9h15 et après 9h15, il monte à 8 minutes jusqu'au début de l'après-midi et pointe du soir à 16h15, quand il revient au niveau de 5 minutes, ce qui se traduit par des offres d'environ 15 000 places assises par heure et par direction de 4h à 4h45, 30 000 places par heure et par direction de 4h45 à 9h15 et 17 500 places assises par heure et par direction de 9h15 à 16h15. S'il y avait une réduction à 3 minutes aux heures de pointe, il y aurait un gain de 20 000 places assises par heure et par direction dans l'offre, totalisant 50 000 places assises par heure et par direction, ce qui pourrait potentiellement être réalisé avec l'installation de la signalisation CBTC (la ligne 10 attend, fin 2018, fonctionnant déjà avec le système CBTC, nécessaire compte tenu d'une augmentation du nombre d'utilisateurs quotidiens sur toute la durée de 260 000 à environ 500 000 personnes, permettant également de réduire le temps de trajet entre Brás et Mauá, des 46 minutes actuelles à environ 20 minutes).

### Service 710 - 2021
Dans le but d'améliorer le service des voyageurs, la CPTM lance le « service 710 » le 4 mai 2021 qui unifie les circulations des lignes 7-Rubis et 10-Turquoise. Les trains circulent, sans interruption, entre les gares de Jundiaí et de Rio Grande da Serra. La gare de Brás n'étant plus une gare de correspondance terminus des deux lignes, mais simplement une gare de passage,.

## Infrastructure

### Ligne
Cette ligne relie la région centrale de São Paulo à la région ABC Paulista, traversant la région sud-est de la municipalité de São Paulo et les municipalités de São Caetano do Sul, Santo André, Mauá, Ribeirão Pires et Rio Grande da Serra.

### Gares
- Brás
- Juventus–Mooca
- Ipiranga
- Tamanduateí
- São Caetano do Sul–Prefeito Walter Braido
- Utinga
- Prefeito Saladino
- Prefeito Celso Daniel–Santo André
- Capuava
- Mauá
- Guapituba
- Ribeirão Pires–Antônio Bespalec
- Rio Grande da Serra

## Matériel roulant
Actuellement, la ligne 10 part de la gare de Brás, en raison d'un changement du modèle opérationnel des lignes 7 - Rubis et 11 - Corail.
Les rames de la série 2100 sont des trains espagnols de 1974 arrivés au Brésil en 1997. La ligne fonctionne également avec les rames de la série 3000 (photo) circulant sur l'Express ligne 10 qui fonctionne aux heures de pointe sur les routes centrales, cependant, 65 nouveaux trains ont été acquis par CPTM, qui sont progressivement livrés, comprenant les séries 8500 et 9500 pour les lignes 7 et 11. Avec le remplacement la CPTM modifie le matériel roulant entre les lignes, de sorte que la ligne 10 a commencé à recevoir des trains de la série 7500, fabriqués en 2010 et qui fonctionnaient auparavant exclusivement sur la ligne 9 de la CPTM. Les huit unités de la série 7500 ont déjà commencé à fonctionner commercialement sur la ligne.
Le train de la série 3000 fonctionnant sur l'Express L10 a été remplacé par une série 7500. Le service spécial Express L10+ est également exploité par des trains des séries 7500 et 3000. À partir de juillet 2019, avec la relocalisation des trains de la série 7000 sur la ligne 10, les rames de la série 2100 sont devenues parties de la réserve technique, les trains espagnols circulant dans des situations exceptionnelles et éventuellement.

## Circulations

### Express Ligne 10 et Express Ligne 10+
L'Express Ligne 10 est un train semi-express de Companhia Paulista de Trens Metropolitanos pour l'intégration directe de la région ABC Paulista à la gare de Tamanduateí. La ligne utilise le rail central de la ligne 10 existante, avec des arrêts uniquement à la gare de Tamanduateí, où il y a une intégration avec la ligne 2 - Verte du métro et une dans chaque municipalité desservie par la ligne (Santo André et São Caetano do Sul). La vitesse moyenne des trains est estimée à environ 60 km/h. Il s'agit d'une ligne expresse de train avec des intervalles entre les trains de 30 minutes aux heures de pointe et en direction, de la Gare de Prefeito Celso Daniel–Santo André (en ABC) à la gare de Tamanduateí (quartier de la ville de São Paulo), avec arrêt intermédiaire à la gare de São Caetano do Sul–Prefeito Walter Braido
, ouvert du lundi au vendredi, à des heures précises.
Depuis le 6 avril 2019, l'Express Ligne 10+ a été lancée, fonctionnant le samedi, à des heures prédéterminées, entre les gares de la Luz et Prefeito Celso Daniel–Santo André, avec trois départs dans chaque sens et des arrêts intermédiaires aux gares de Brás, Tamanduateí et São Caetano do Sul–Prefeito Walter Braido. Le train opérant sur cet Express circule également sur le rail central de la ligne 10, tout comme l'Express en semaine. À compter du 10 février 2020, l'Expresso Educação Linha 10 a commencé à fonctionner, effectuant le même voyage que l'Express Ligne 10 les jours ouvrables, mais entre 22 et 23 heures.

### Service 710
Depuis le 4 mai 2021 un nouveau service est mis en place : service 710. Les circulations ont lieu durant toute la période d'ouverture des lignes sur un parcours desservant 31 gares en 2 heures et 8 minutes. Il comprend également, aux heures de pointe du matin et de la fin de l'après-midi, la mise en place de trains supplémentaires entre les gares de Francisco Morato et Mauá avec un intervalle entre les trains de six minutes s'intercalant entre les trains effectuant le service complet avec un intervalle de douze minutes. Cette nouvelle organisation doit permettre aux usagers, d'avoir moins de transfert et plus de rapidité d'une gare à une autre des deux lignes.

## Galerie de photographies

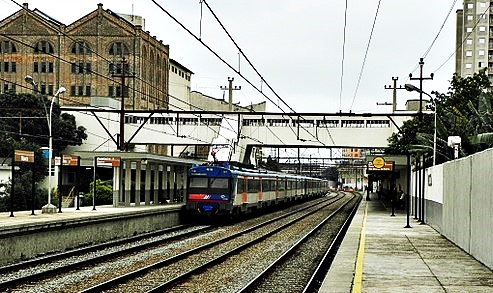
Gare de Juventus - Mooca
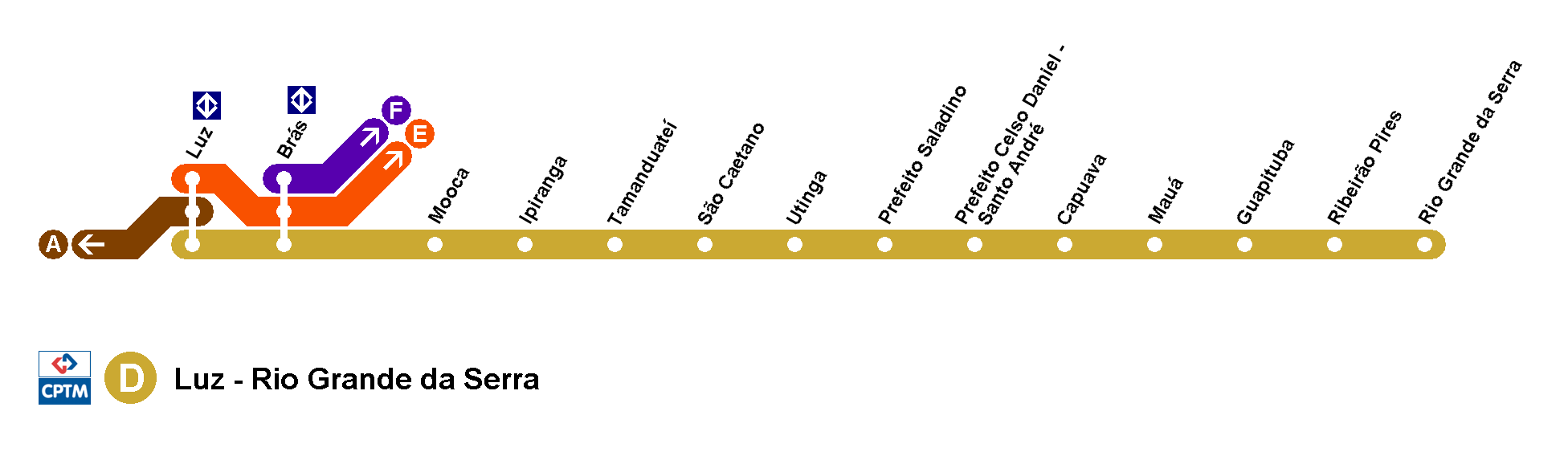
Plan ancien de la ligne D, utilisé jusqu'en 2008
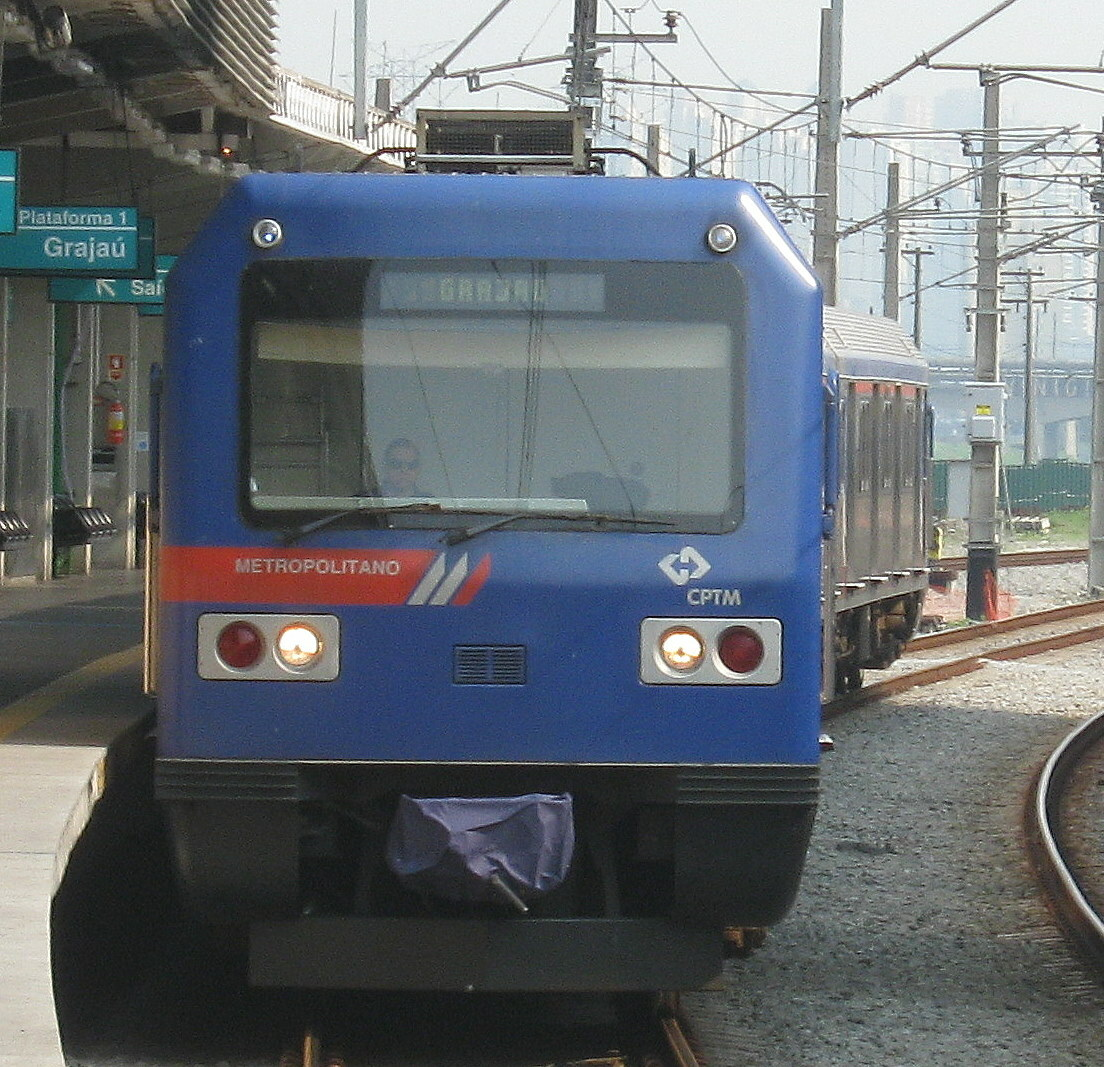
Train de la série 3000 utilisé sur les Express Ligne 10 et Ligne 10+[17],
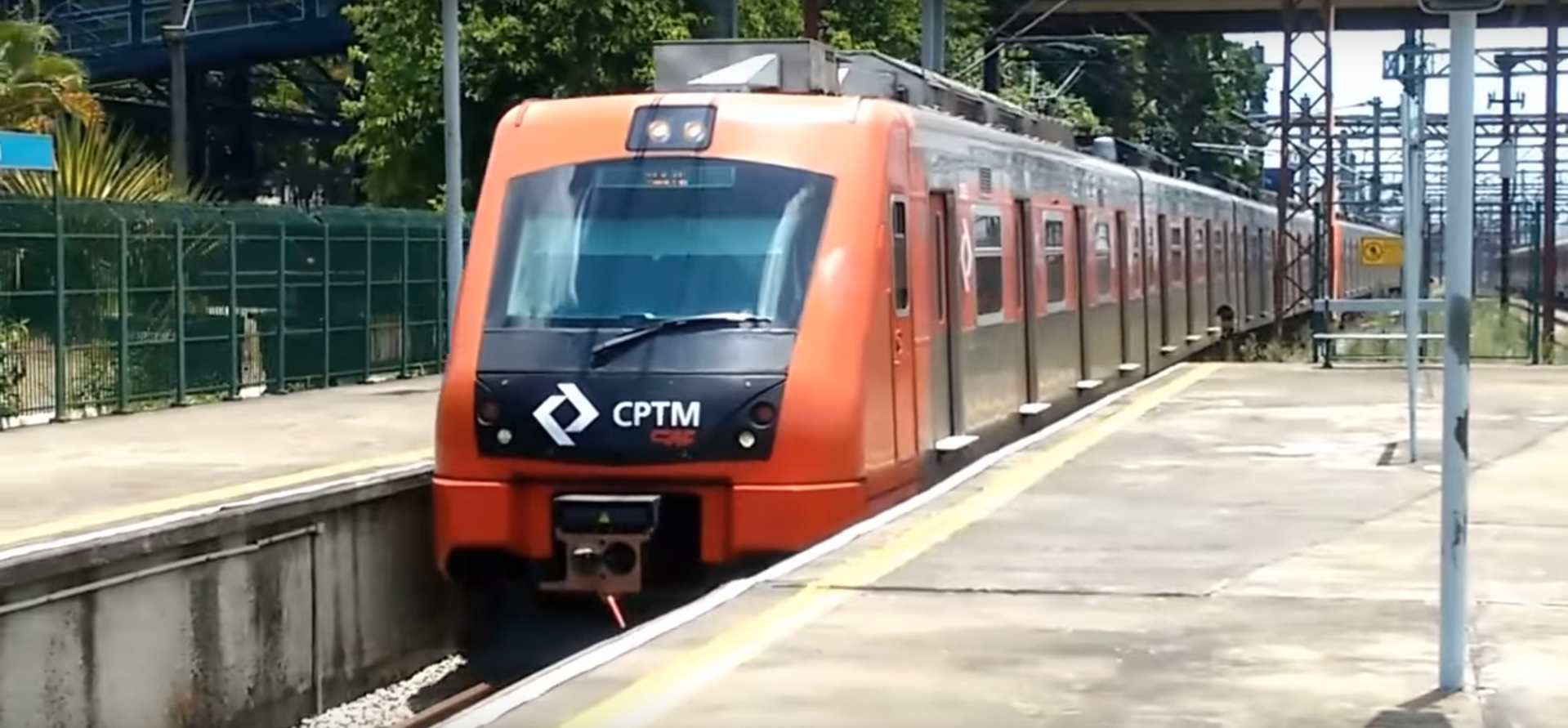
Série 7500 en test à la gare de Mauá
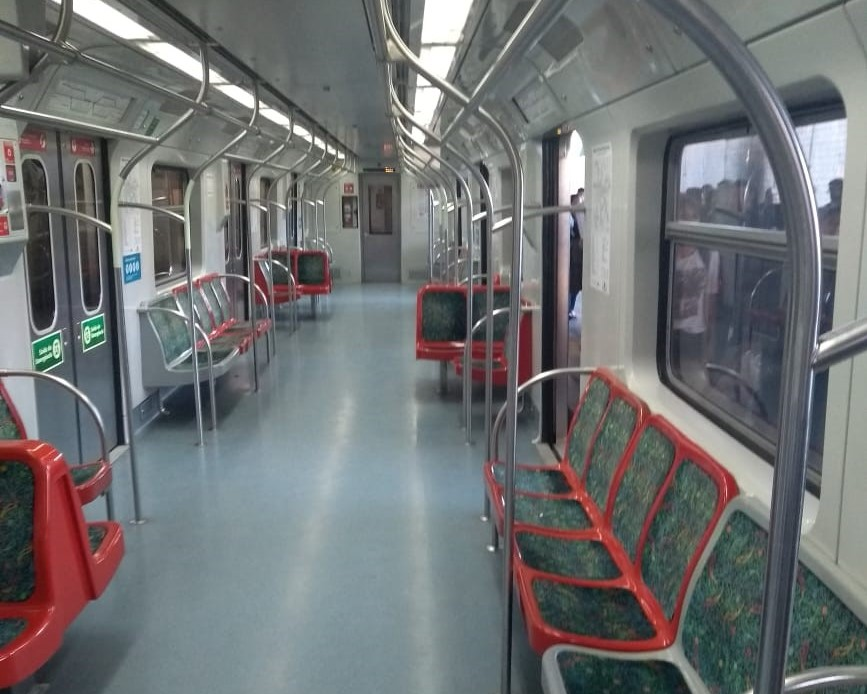
Intérieur d'une composition de la série 7500
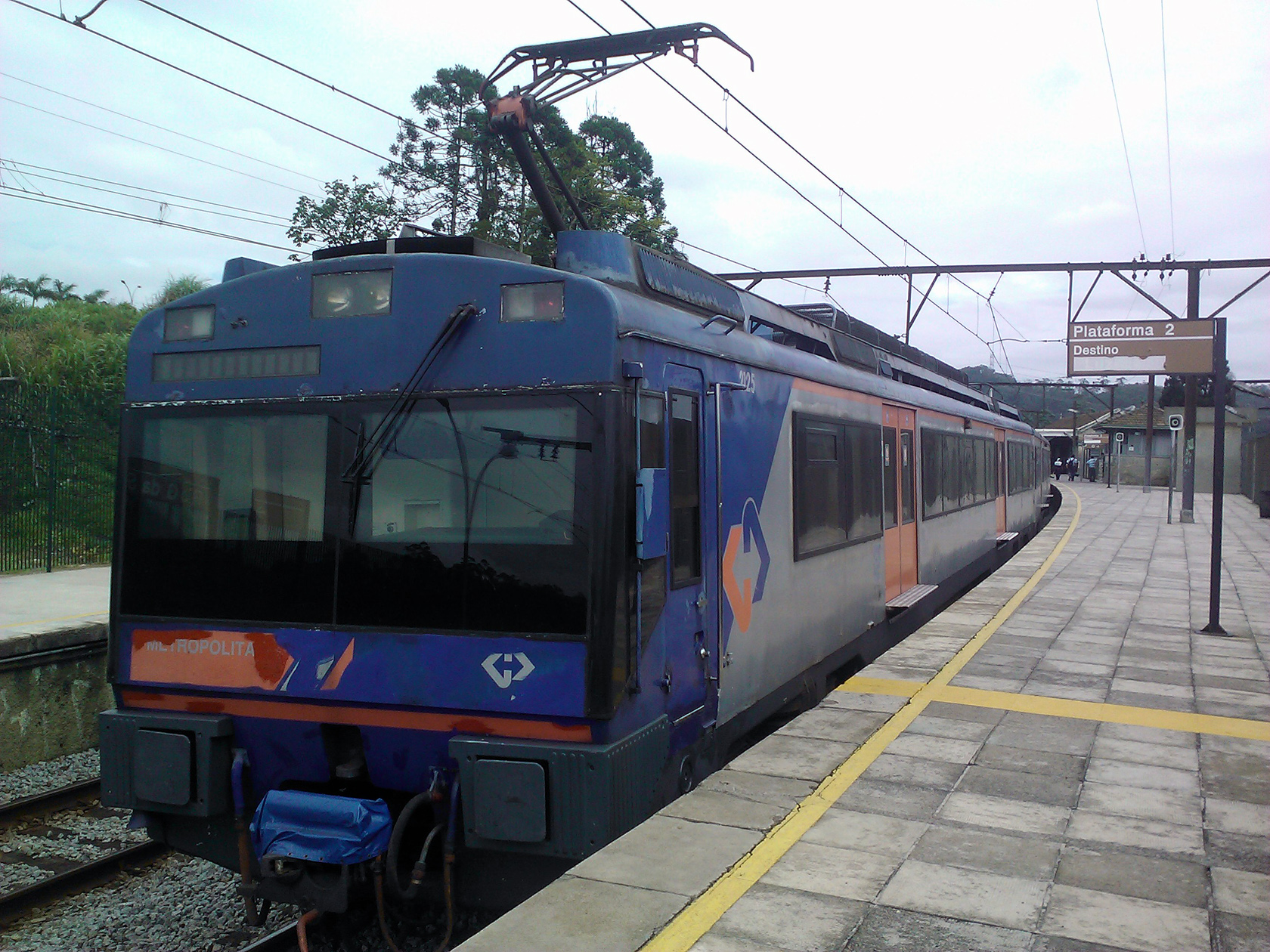
Train de la série 2100 à la gare de Rio Grande da Serra
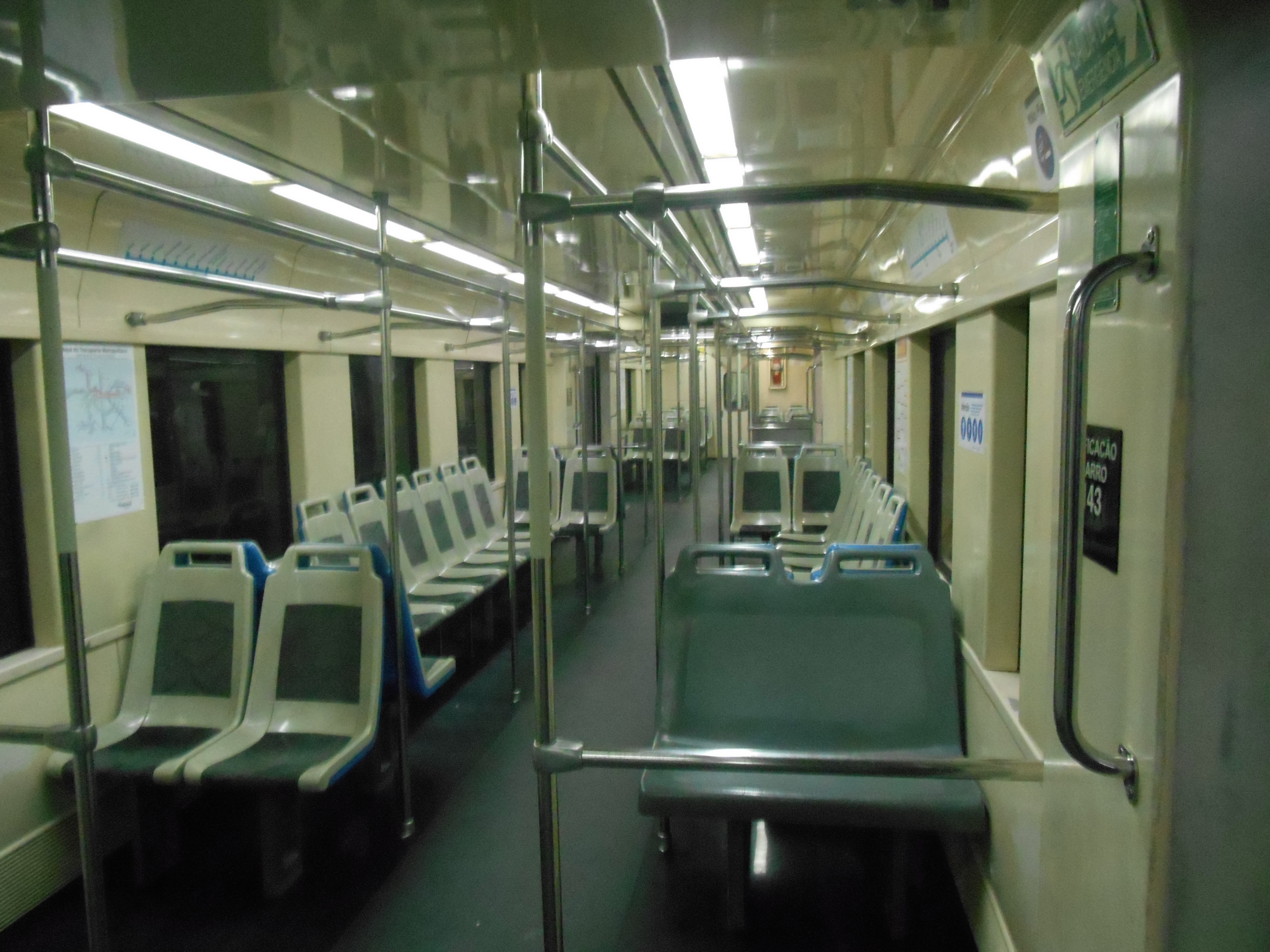
Salon des voyageurs du train série 2100
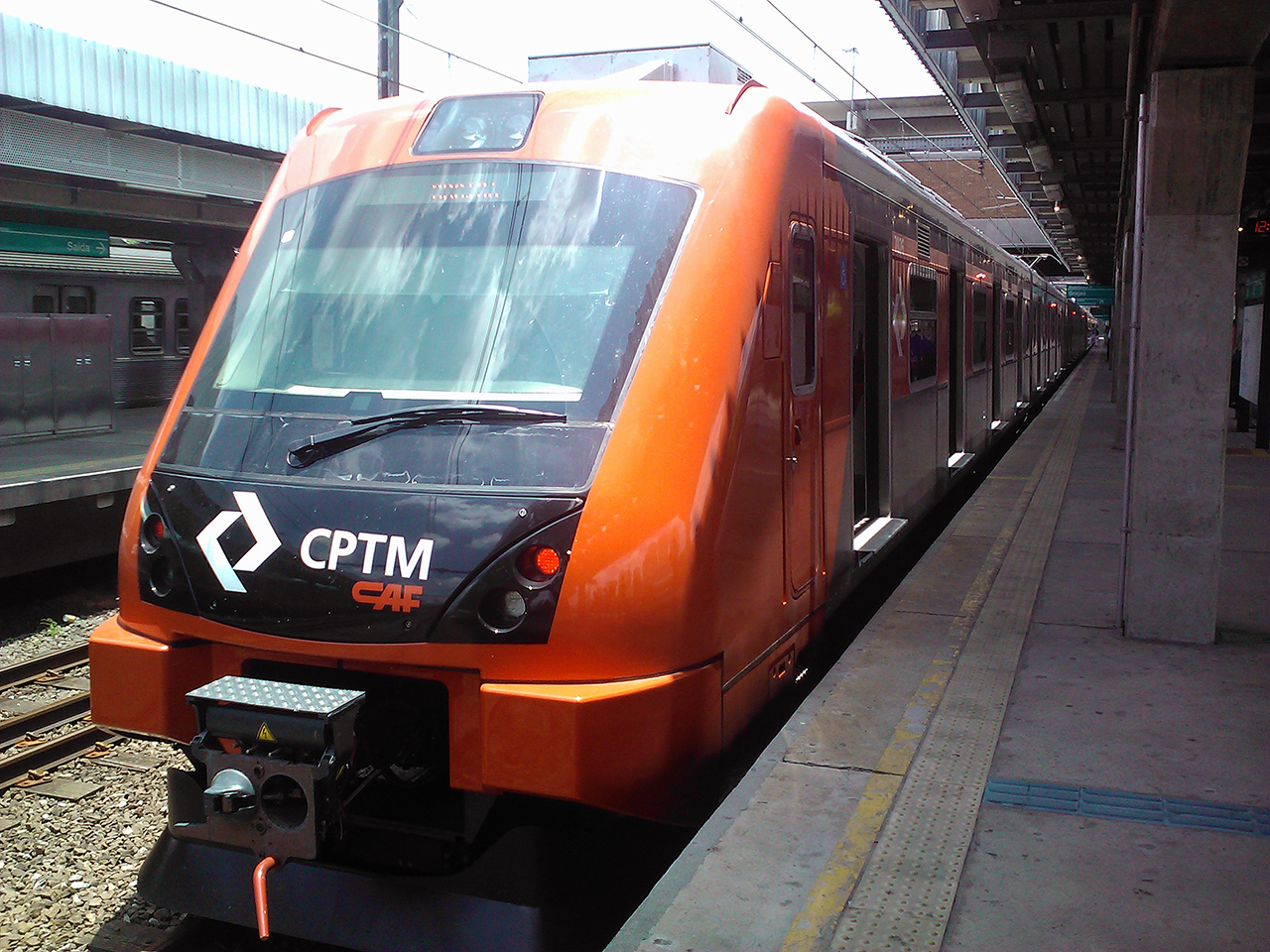
Train de la série 7000 à Osasco
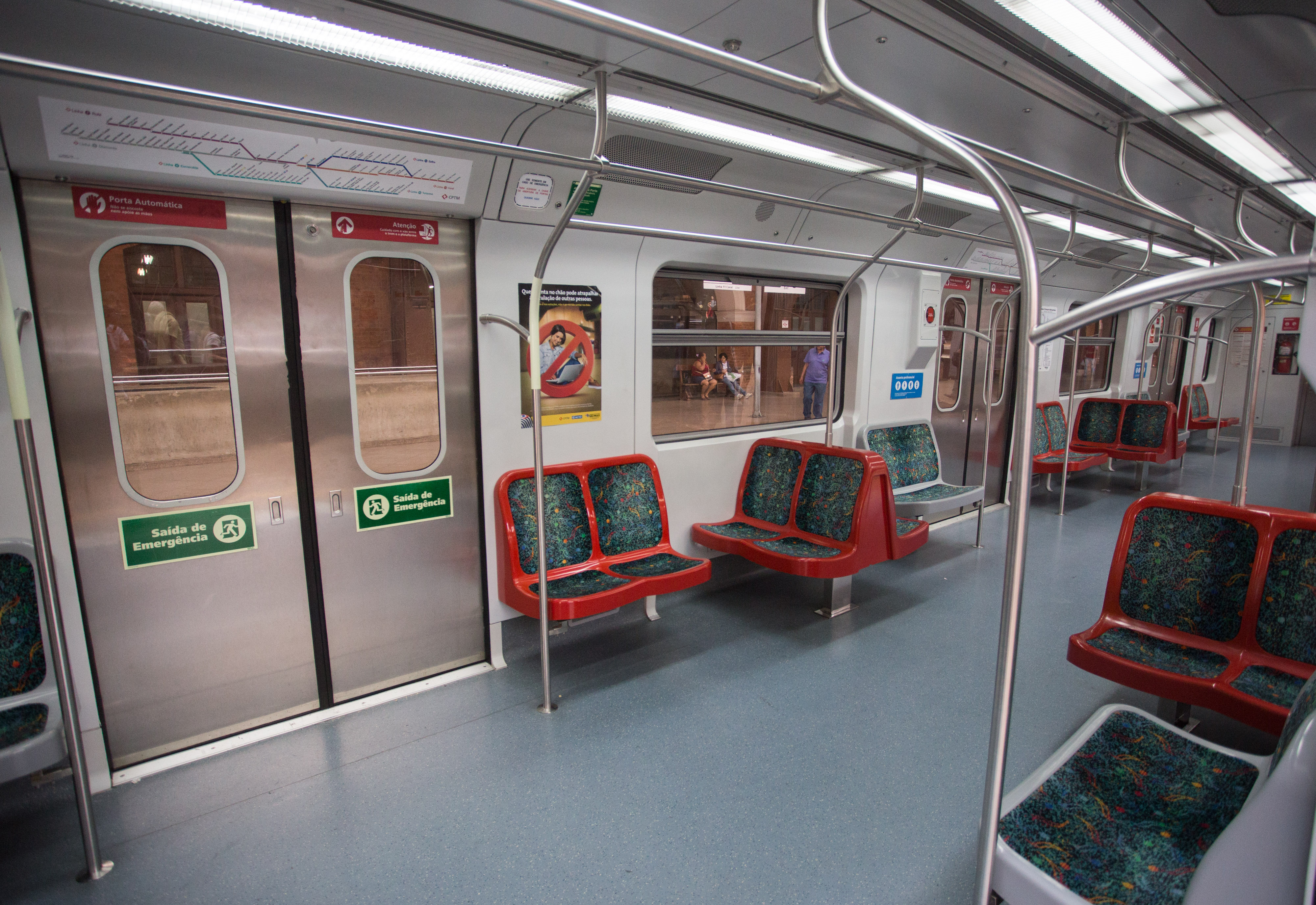
Intérieur du train série 7000